# Sundzi Suandžing
Sundzi Suandžing (kitajsko: 孙子算经; pinjin: Sūnzĭ Suànjīng; Wade–Giles: Sun Tzu Suan Ching), kitajski matematik, * okoli 400, Kitajska, † okoli 473, Kitajska.

## Življenje in delo
O Sundzi Suandžingu vemo zelo malo. Razen obdobja, v katerem je živel, je znano še njegovo precej pomembno delo Sundzi Suandžingova klasična matematika (孙子算经). Tako kot večina matematičnih knjig iz začetnega obdobja kitajske matematike je tudi ta predvsem zbirka rešenih problemov z različnih področij uporabne matematike. V njej najdemo na primer naslednji kongruenčni problem: imamo neznano število predmetov. Če jih preštejemo po 3, ostaneta 2. Če jih preštejemo po 5 ostanejo 3 in, če jih preštejemo po 7 ostaneta spet 2. Koliko je predmetov? Opisana rešitev je težavna, ker je zapisana v zgoščeni obliki. Njegovo delo vsebuje tudi kitajski izrek o ostankih. Raziskoval je diofantske enačbe.
Zanimal se je za astronomijo in je poskušal razviti koledar.